# Црква Светог Саве у Стокхолму
Црква Светог Саве је православна црква у Стокхолму, у градској четврти Еншеде Горд. Црква припада Епархији британско-скандинавској која је органски део Српске православне цркве.

## Историјат
Изградња храма Светог Саве започела је 1990. године, у његовом звонику подигнута је капела посвећена Светом Василију Острошком. Припата цркве је пространа, испуњена цвећем, насадима винове лозе, смокава и маслина, остакљена је и повезана са парохијском канцеларијом, салом за учење српског језика и владичанском канцеларијом. У оквиру парохијског дома налази се и стан који користи епархијски архијереј. У приземљу се налази велика сала која се користи као место окупљања верника после богослужења и као место за организацију културних манифестација, од изложби до књижевних вечери, црквених и фамилијарних свечаности.
Камен темељац храма освештан је од стране тадашњег епископа британско-скандинавског Доситеја Мотике и епископа славонског Лукијана Пантелића, 4. фебруара 1990. године. Црква се налази на месту где је пре била Бегершта црква, која је купљена у јануару 1983. године. Радови на храму су званично завршени у априлу 2014. године, када је иконописац Гојко Ристановић довршио рад оца Тимотеја Косановића, који је био рукоположен у овом храму. У недељу 5. октобра 2014. године, храм је освештан од стране патријарха српског Иринеја. Током освећења храма, саслуживали су високопреосвећени и преосвећени архијереји Српске православне цркве и православних цркава: митрополит Клепопа из Цариградске патријаршије, епископ Макарије из Румунске православне цркве, митрополит загребачко-љубљански Порфирије Перић, епископ канадски Георгије Ђокић, епископ бачки Иринеј Буловић, епископ јегарски Јероним Мочевић, надлежни епископ британско-скандинавски и епископ британско-скандинавски Доситеј Мотика са више од 30 свештеника и ђакона. Свечаности су присуствовали уз бројан народ и престолонаследник Александар Карађорђевић, принцеза Катарина Карађорђевић, као и представници других православних цркви, Римокатоличке и Протестантске цркве Швеске.